# Beckmannia
Beckmannia  Host é um género botânico pertencente à família Poaceae, subfamília Pooideae, tribo Aveneae.
Ocorrem na Europa, Ásia e América do Norte.

## Sinônimos
- Bruchmannia Nutt. (SUS)
- Ioackima Ten. (SUO)
- Joachima Ten.

## Espécies
- Beckmannia baicalensis (I.V. Kusn.) Hultén
- Beckmannia borealis (Tzvelev) Prob.
- Beckmannia cruciformis (Sibth. & Sm.) Sennen
- Beckmannia erucaeformis Host
- Beckmannia eruciformis (L.) Host
- Beckmannia erucoides P. Beauv.
- Beckmannia hirsutiflora (Roshev.) Prob.
- Beckmannia syzigachne (Steud.) Fernald